# Sylviane Félix
Pour les articles homonymes, voir Félix.
Sylviane Felix, née le 31 octobre 1977 à Créteil, est une athlète française pratiquant le sprint.

## Carrière sportive
Commençant l'athlétisme assez tard, elle remporte un premier titre de championne du monde junior sur 200 m en 1996. En 1998, lors des championnats d'Europe, elle remporte son premier titre sénior avec le relais 4 × 100 mètres français, avec Katia Benth, Frédérique Bangué et Christine Arron. 
Après une pause pour ses études, elle redevient championne d'Europe du relais 4 × 100 en 2002 avec Delphine Combe, Muriel Hurtis et Odiah Sidibé. L'année suivante, le relais français confirme au niveau mondial lors des Championnats du monde d'athlétisme 2003  qui se déroulent au Stade de France à Paris : une nouvelle médaille d'or avec Patricia Girard-Léno, Muriel Hurtis et Christine Arron. 
Par contre lors des Jeux olympiques d'été de 2004, le relais déçoit un peu, remportant toutefois une médaille de bronze, Véronique Mang remplaçant Patricia Girard-Léno.
En 2005, ses performances individuelles déçoivent, mais elle réussit 11 s 20 aux Championnats de France.
En raison de son absence lors des rassemblements et de sa mésentente avec les autres relayeuses (notamment Christine Arron), Sylviane Félix est écartée du relais 4 × 100 m. Elle représentera néanmoins la France aux Championnats du monde d'athlétisme 2005 sur 100 m, où elle sera éliminée en 1/4 de finale.
En 2006, aux Championnats d'Europe d'athlétisme 2006, elle atteint la finale à la fois sur 100 m (7e en 11 s 40) et sur 200 m (5e en 23 s 45). Pour les mêmes raisons qu'en 2005, elle ne participe pas au relais 4 × 100 m.
En 2007, elle est sélectionnée en équipe de France aux Championnats du monde d'athlétisme 2007 (relais 4 × 100 m).

## Palmarès

### Jeux olympiques
- Athlétisme aux Jeux olympiques de 2004 à Athènes à Athènes
  -  médaille de bronze du relais 4 × 100 m

### Championnats du monde
- Championnats du monde d'athlétisme 2003 de Paris
  -  médaille d'or  du relais 4 × 100 m
- Championnats du monde d'athlétisme 2001 de Edmonton
  -  médaille d'argent  du relais 4 × 100 m
- Championnats du monde d'athlétisme 1997 à Athènes
  - 8e sur 200 mètres
  -  Médaille de bronze du relais 4 × 100 m

### Championnats d'Europe
- Championnats d'Europe d'athlétisme 2002 de Munich
  -  médaille d'or du relais 4 × 100 m
- Championnats d'Europe d'athlétisme 1998 de Budapest
  -  médaille d'or du relais 4 × 100 m

### Autres résultats
- Championnats du monde junior d'athlétisme 1996 à Sydney :
  -  Médaille d'or sur 200 m
- Championnats d'Europe junior  1995 :
  -  Médaille de bronze sur 200 m
- Jeux Méditerranéens 2005 :
  -  Médaille d'argent sur 100 m
  -  médaille d'or du relais 4 × 100 m
- Jeux Méditerranéens 1997 :
  -  Médaille de bronze sur 100 m
  -  médaille d'or du relais 4 × 100 m
- Coupe d'Europe des nations d'athlétisme :
- 2e en Coupe d'Europe des Nations sur 200 m en 1998
- Championne de France du 100 m en 2002
- Championne de France du 200 m en 1998 et 2006
- Championne de France en salle du 60 m en 2003 et 2007

## Records
- 100 m : 11 s 15
- 200 m : 22 s 56
- Détentrice du record de France au relais 4 × 100 m en 2003, en 41 s 78

## Distinctions
- Chevalier de l'ordre national du Mérite (décret du 24 septembre 2004)